# Wylia hispanica
Wylia hispanica är en flockblommig växtart som beskrevs av Pietro Bubani. Wylia hispanica ingår i släktet Wylia och familjen flockblommiga växter. Inga underarter finns listade i Catalogue of Life.